# Skarvøyna (Lindås)
Ne doit pas être confondu avec Skarvøyna ou Skarvøyna (Øygarden).
Skarvøyna est une île dans le landskap Sunnhordland du comté de Vestland. Elle appartient administrativement à Lindås.

## Géographie
Rocheuse et couverte d'arbres, elle s'étend sur environ 647 m de longueur pour une largeur approximative de 58 m. 